# Motorová jednotka Hamburg
Dvoudílná motorová jednotka typu Hamburg navázala na úspěšnou konstrukci jednotky řady 877 „Létající Hamburčan“. Tyto jednotky byly určeny pro síť rychlých spojů německých drah (FDt-Netz) a nesly označení 137 149 – 152 a 137 224 – 232.

## Vývoj
Na základě pozitivních zkušeností s jednotkou řady 877 započal v roce 1933 vývoj nových dvojdílných dieselelektrických jednotek, které měly být nasazeny na novou síť rychlých spojů mezi Berlínem a významnými německými městy. V letech 1935–1936 bylo dodáno celkem 13 kusů těchto jednotek.
Dvojdílné jednotky se středním Jakobsovým hnacím podvozkem měly uspořádání dvojkolí 2’Bo’2’. Krajní běžné podvozky typu Görlitz III nesly motory Maybach o výkonu 302 kW každý s připojeným dynamem AEG typu aG210/26b. Hnací podvozek nesl dva motory typu Dx 1681 na napětí 800 Vss. Podvozky byly opatřeny bubnovými brzdami typu Hikp. Při výměně běžných podvozků za nový typ v roce 1938 byly brzdy zaměněny za kotoučové.
Ve srovnání s řadou 877 měla nová jednotka odlišný tvar čela, počet míst klesl z 98 na 77 v důsledku změny uspořádání 3+1 na 2+1. Došlo k prodloužení jednotky o 2,3 m a zvýšení její hmotnosti. Díl A měl zavazadlový oddíl a 5 1/2 kupé, v díle B se nacházel 3 m dlouhý kuchyňský oddíl s bufetem a velkoprostorový oddíl pro cestující. Čela jednotky byla osazena samočinnými spřáhly Scharfenberg, která propojovala i řídící obvody, jednotky bylo možno spojovat i s jednotkami jiných typů. Stanoviště strojvedoucího byla opatřena kontrolou bdělosti strojvedoucího SIFA a trojfrekvenčním vlakovým zabezpečovačem Indusi.

## Provoz u DRG
Od 15. května 1935 zavedly DRG nový typ vlaků – FDt (Ferndurchgangsschnelltriebzug – dálkový projíždějící rychlý motorový vlak). Od 1. července 1935 byly nové jednotky nasazeny na trase Berlin-Stadtbahn – Hannover – Köln a od 15. srpna také na spoji Berlin Anhalter Bahnhof – Leipzig – Erfurt – Frankfurt/Main. Od roku 1936 přibyl spoj Berlin Anhalter Bahnhof přes Lipsko do Norimberka, kde se souprava rozdělila a jedna část pokračovala na Mnichov a druhá na Stuttgart.
Vlaky „FDt“ byly ve své době nejrychlejšími spoji v Německu i ve světě. Nejvyšší cestovní rychlost byla dosažena v úseku Hannover – Hamm: 132,2 km/h. Avšak ještě před začátkem druhé světové války byl rychlodrážní provoz zastaven a jednotky byly staženy z provozu. Některé byly později využívány pro přepravu vládních činitelů a jednotek Wehrmachtu.

## Poválečné období
U Deutsche Bundesbahn zůstalo pět jednotek (SVT 137 149, 152, 227, 231, 232), které byly až do roku 1950 využívány armádou Spojených států. Jednotka 137 227 dostala v letech 1950–51 hydrodynamický přenos výkonu (uspořádání B'+2'+B') a byla přeznačena na VT 04 501. Ostatní byly zařazeny do provozu jako VT 04 102, 106 a 107 (ex 137 152, 137 231 a 137 232). Byly nasazeny do takzvané Rheinblitz-Gruppe (skupina rýnský blesk) nově budovaného systému dálkových rychlíků (F-Zug) spolu s jednotkou VT 07 (jednotka sestavená ze zbytků motorové jednotky Berlin a novými jednotkami VT 08. V letech 1958–1959 byly čtyři provozuschopné jednotky předány do NDR, kde dostaly svá původní čísla. V roce 1970 byly přeznačeny podle pravidel UIC jako 183 001 – 003 a 183 252. Sloužily v mezinárodní dopravě (Vindobona) i na vnitrostátních spojích Berlin – Bautzen a Berlin – Neubrandenburg.
K Deutsche Reichsbahn přešly dvě jednotky, které se po skončení války nacházely v sovětské okupační zóně – 137 225 a 137 226. Díl 137 226a byl ve velmi špatném stavu a byl sešrotován. Díl 137 226b posloužil k přestavbě na střední článek jednotky 137 234 typu Leipzig. Jednotka 137 225 (později 183 225) byla přestavěna na vládní, od roku 1975 je muzejním vozidlem. V roce 1990 byla zrekonstruována, nyní se nachází v neprovozním stavu vystavena na nádraží v Lipsku.
Jednotky 137 150, 151, 224, 228, 229 a 230 zůstaly po skončení války na území Československa. ČSD je přeznačily na M 297.001 – 006 a nasadily do rychlé dálkové dopravy na trasách Praha – Bratislava a Praha – Ostrava. Zde jednotky dosahovaly nejvyšší rychlost 130 km/h. Jednotky M 297.001, 05 a 06 byly později vybaveny spalovacími motory 12 V 170 DR ČKD o výkonu 410 koní a regulace RZM byla nahrazena regulací ČKD (dělené buzení).
Přidáním prostředního článku vznikla trojdílná jednotka typu Leipzig. Další vývoj pak směřoval k opuštění koncepce s Jakobsovými podvozky k jednotkám typu Köln a Berlin.

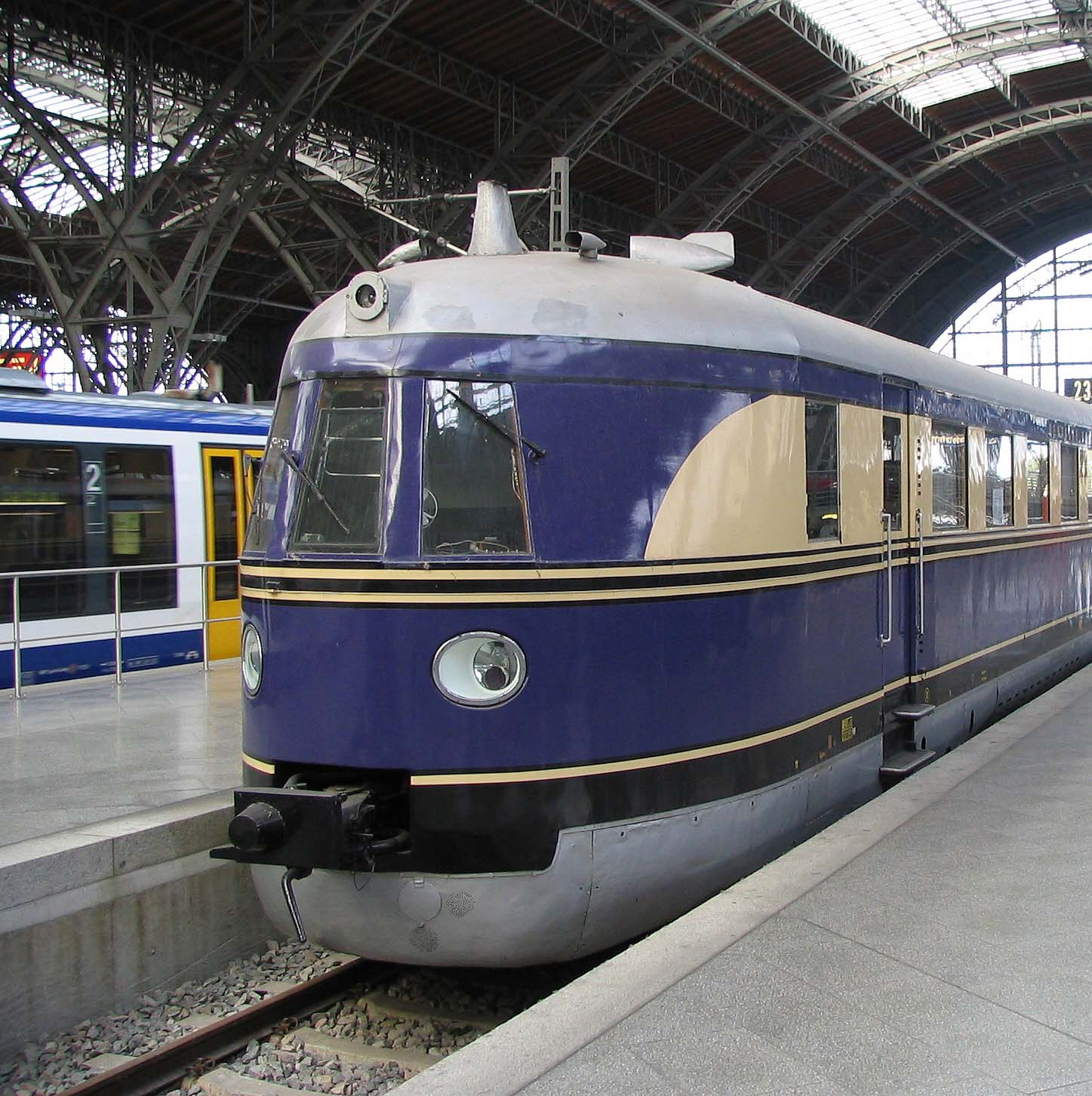
čelo 137 225 v Lipsku
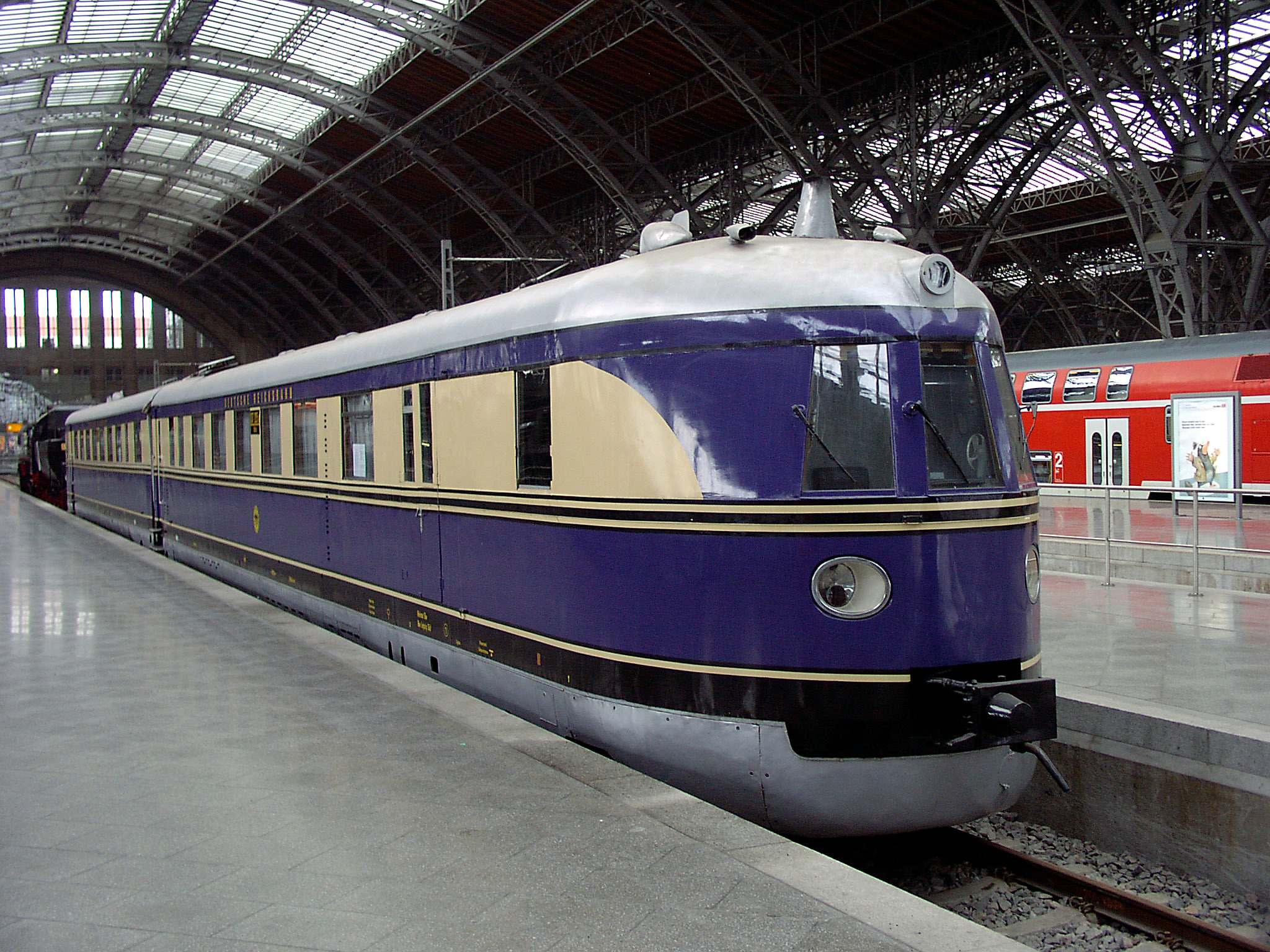
Jednotka SVT 137 typu Hamburg na lipském hlavním nádraží
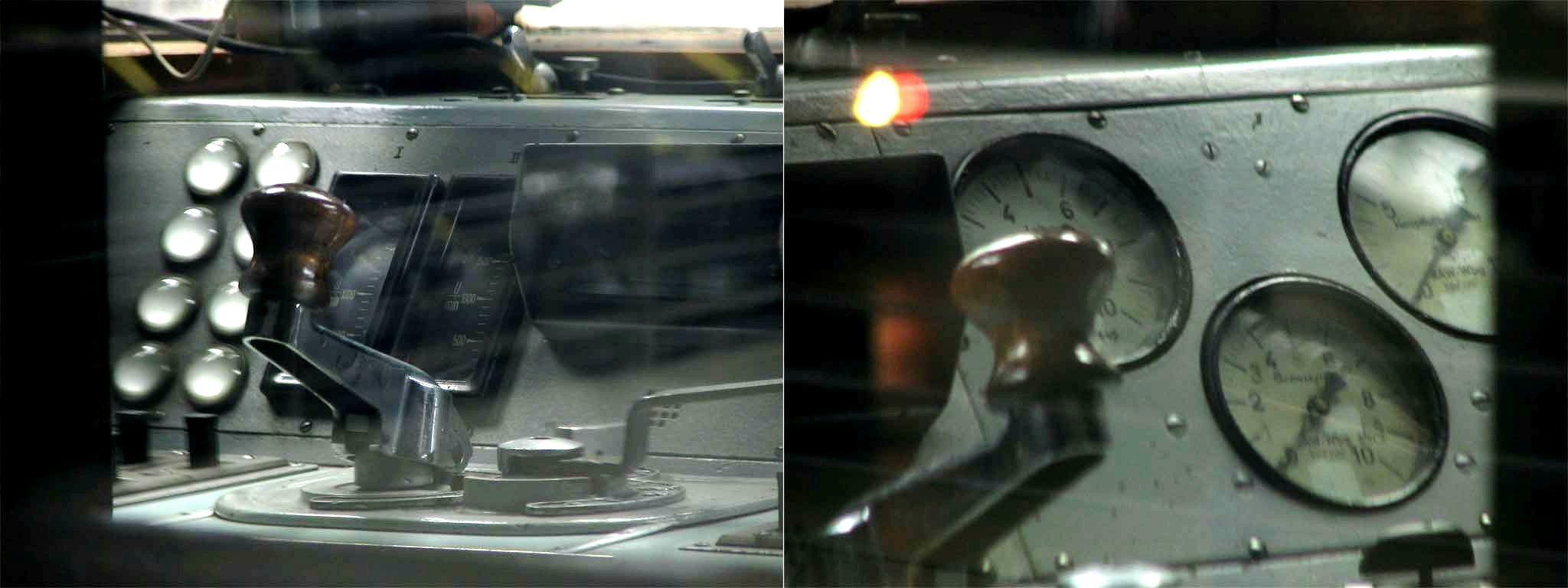
Stanoviště strojvedoucího 137 225.